# گاردنرویل رنچوس (نوادا)
گاردنرویل رنچوس، نوادا (به انگلیسی: Gardnerville Ranchos, Nevada) یک سکونتگاه مسکونی در ایالات متحده آمریکا است که در نوادا واقع شده‌است.

## خصوصیات
گاردنرویل رنچوس ۳۸٫۲ کیلومترمربع مساحت و ۱۱٬۳۱۲ نفر جمعیت دارد و ۱٬۴۸۱ متر بالاتر از سطح دریا واقع شده‌است.